# Damien Dussaut
Pour les articles homonymes, voir Dussaut.
Damien Dussaut, né le 8 novembre 1994 à Créteil en France, est un footballeur français. Il évolue au Farul Constanța au poste d'arrière droit
Il a joué avec les sélections nationales françaises des moins de 19 ans et des moins de 20 ans.

## Biographie

### Standard de Liège
En 2014, Damien Dussaut rejoint le Standard de Liège, équipe de première division belge. Il fait ses débuts avec cette équipe le 7 décembre 2014, lors de la victoire 0-1 en déplacement au Sporting Charleroi.
En 2015, Damien Dussault participe au Festival international espoirs – Tournoi Maurice-Revello avec la France, qui se déroule en Provence-Alpes-Côte d'Azur. La France remporte par ailleurs, le Tournoi en battant le Maroc 3-1 en finale.

### Saint-Trond VV
Au début de 2016, il se lie avec le Saint-Trond VV pour une durée de trois ans.

## Palmarès
- Vainqueur du Tournoi de Toulon en 2015 avec l'équipe de France des moins de 20 ans